# Dyveke
Dyveke ist ein weiblicher Vorname.

## Herkunft und Bedeutung
Der Vorname Dyveke kommt aus dem Mittelniederländischen und bedeutet „Täubchen“. (Im heutigen 
Niederländisch heißt Täubchen „Duifje“ und wird auch noch als Kosename gebraucht).
Heutzutage kommt der Vorname Dyveke noch gelegentlich in Dänemark und Norwegen vor.

## Bekannte Namensträgerinnen
- Dyveke Sigbritsdatter (um 1490–1517), Geliebte Königs Christian II. von Dänemark, Norwegen und Schweden.